# Jewgienij Andriejew (generał)
Jewgienij Michajłowicz Andriejew (ur. 8 listopada?/20 listopada 1894 w Czerni, zm. 3 kwietnia 1968 w Moskwie) – generał major Armii Radzieckiej i generał brygady Wojska Polskiego. 

## Życiorys
Urodził się wiosce Czerni, w rejonie Brześcia nad Bugiem. W 1917 ukończył gimnazjum. Jako żołnierz Armii Czerwonej uczestniczył w wojnie domowej w Rosji, m.in. w walkach przeciw oddziałom gen. Piotra Wrangla w 1919. W 1921 ukończył kursy dowódców i został dowódcą plutonu. Absolwent Akademii Wojskowej im. Frunzego w Moskwie w 1938. Podczas wojny niemiecko-radzieckiej był dowódcą 370 pułku strzelców i walczył na froncie północno-zachodnim. Od 20 grudnia 1942 generał major. 
7 kwietnia 1950 został oddelegowany do Wojska Polskiego. Pełnił służbę w Akademii Sztabu Generalnego w Rembertowie na stanowisku szefa Katedry Taktyki Ogólnej i Służby Sztabów. 19 czerwca 1951 wrócił do ZSRR. Zmarł 3 kwietnia 1968.

## Ordery i odznaczenia
- Order Lenina
- Order Czerwonego Sztandaru (dwukrotnie, 14 lutego 1943[3])
- Order Wojny Ojczyźnianej I stopnia